# Mel Brock
Mel Brock, född 3 februari 1888, död 4 oktober 1956, var en friidrottare från Kanada. Han deltog vid olympiska sommarspelen 1912.